# Комисија за људска права Уједињених нација
Комисија за људска права Организације уједињених нација (енгл. United Nations Commission on Human Rights - UNCHR) била је функционална комисија у оквиру Уједињених нација од 1946. године, док је 2006. године није замијенио Савјет за људска права Организације уједињених нација. Било је помоћно тијело Економског и социјалног савјета ОУН, а у раду му је помагао Високи комесаријат ОУН за људска права. Комисија се бавила промоцијом и заштитом људских права.
Генерална скупштина Организације уједињених нација је 15. марта 2006. године већински гласала за замјену Комисије за људска права ОУН Савјетом за људска права ОУН.

## Циљ
Комисија за људска права била је намијењена за испитивање, праћење и јавно извјештавање о ситуацијама везаним за људска права у одређеним земљама или на одређеним територијама, као и о главним појавама кршења људских права широм свијета. Од комисије се очекивало да подржи и заштити Универзалну декларацију о људским правима.

## Историја
Први пут се састао у јануару 1947. и направио нацрт комитета за Универзалну декларацију о људским правима, који су Уједињене нације усвојиле 10. децембра 1948.
Прошли су кроз две различите фазе. Од 1947. до 1967. године концентрисали су се на промовисање људских права и помагање државама да развију уговоре, али не и на истрагу или осуђивање насилника. Било је то време строгог поштовања принципа суверенитета.

## Мандат
Комисија за људска права била је намењена испитивању, праћењу и јавном извештавању о ситуацијама са људским правима у одређеним земљама или територијама (познатим као државни механизми или мандати) као и о главним појавама кршења људских права широм света (познатим као тематски механизми или мандати). Очекивало се да ће одељење УН за људска права подржати и заштитити Универзалну декларацију о људским правима.

## Структура
У тренутку када је угашена, Комисија се састојала од представника из 53 земље чланице, које су изабрали чланови Економског и социјалног савјета ОУН. Није било сталних чланова; сваке године (обично у мају) приближно трећина мјеста Комисије појавила би се на изборима, а представници су именовани на мандат од три године.
Мјеста у Комисији била су распоређена по регионима, коришћењем механизма Регионалних група ОУН. Током 2005. године, заступљност по регионима била је сљедећа:
- 15 из Афричке групе:
  - Буркина Фасо, Република Конго, Египат, Еритреја, Етиопија, Габон, Гвинеја, Кенија, Мауританија, Нигерија, Јужноафричка Република, Судан, Свазиленд, Того, Зимбабве
- 12 из Азијске групе:
  - Бутан, Народна Република Кина, Индија, Индонезија, Јапан, Малезија, Непал, Пакистан, Катар, Република Кореја, Саудијска Арабија, Сри Ланка
- 5 из Источноевропске групе:
  - Јерменија, Мађарска, Румунија, Руска Федерација, Украјина
- 11 из Латиноамеричке и карипске групе:
  - Аргентина, Бразил, Костарика, Куба, Доминиканска Република, Еквадор, Гватемала, Хондурас, Мексико, Парагвај, Перу
- 10 из Групе западноевропских и осталих земаља:
  - Аустралија, Канада, Финска, Француска, Њемачка, Ирска, Италија, Холандија, Уједињено Краљевство, САД

Комисија би се састајала сваке године на редовном засиједању током шест седмица током марта и априла у Женеви. У јануару 2004. године, Аустралија је изабрана за предсједавајућег 60. засиједања. Јануара 2005. године, Индонезија је изабрана за предсједавајућег 61. засиједања. Перу је у јануару 2006. године изабран за предсједавајућег 62. засиједања. Комисија је одржала свој последњи састанак у Женеви 27. марта 2006. године.

## Људска права и ментално здравље
Године 1977. Комисија је основала „подкомисију која ће, ако је могуће, формулисати смернице о питању заштите притворених на основу менталног здравља од третмана који могу негативно утицати на људску личност и његов физички и интелектуални интегритет". Подкомисија је била оптужена да је „утврдила да ли постоје одговарајући разлози за задржавање особа због менталног лошег здравља“.
Усмерене смернице су критиковане због тога што нису заштитиле права невољних пацијената.